# Coming Home Now
Coming Home Now è una canzone della boyband irlandese Boyzone estratta come quinto singolo del loro album Said and Done, che raggiunse la quarta posizione della classifica britannica.

## Tracce
CD1
1. Coming Home Now (Radio Edit) – 3:41
2. Close to You – 3:47
3. Coming Home Now (Steve Jervier Mix) – 3:55

CD2 (Limited Edition Digipak)
1. Coming Home Now (Radio Edit) – 3:41
2. Close to You – 3:47
3. Coming Home Now (Steve Jervier Mix) – 3:55
4. Coming Home Now (Missing Link Mix) – 5:51

## Classifiche
| Classifica (1996) | Posizione raggiunta |
| ----------------- | ------------------- |
| Irlanda           | 2                   |
| Regno Unito       | 4                   |